# Czyżew (Mazovie)
Pour les articles homonymes, voir Czyżew (homonymie).
Czyżew (prononciation : [ˈt͡ʂɨʐɛf]) est un village polonais de la gmina de Sanniki dans le powiat de Gostynin de la voïvodie de Mazovie dans le centre-est de la Pologne.
Il se situe à environ 3 kilomètres au nord-ouest de Sanniki (siège de la gmina), 27 kilomètres à l'est de Gostynin (siège du powiat) et à 81 kilomètres à l'ouest de Varsovie (capitale de la Pologne).

## Histoire
De 1975 à 1998, le village appartenait administrativement à la voïvodie de Płock.